# Actinocarya acaulis
Actinocarya acaulis là loài thực vật có hoa trong họ Mồ hôi. Loài này được (W.W.Sm.) I.M.Johnst. mô tả khoa học đầu tiên năm 1940.